# 索金乡
索金乡（藏語：སོག་ཆེན་），是中华人民共和国西藏自治区日喀则市南木林县下辖的一个乡镇级行政单位。

## 行政区划
索金乡下辖以下地区：
德确村、巴相村、白萨村、宁布村、嘎孜村、白龙村、查嘎村、桑木林村、欧布堆村和亚木村。